# 拉夫金
拉夫金位於美国得克萨斯州东部，是安杰利纳县的县治所在，面积69.5平方公里。根据美国2000年人口普查，共有32,709人，其中白人占59.92%、非裔美国人占26.58%、亚裔美国人占1.38%。